# Cloud rap
Le cloud rap, également appelé trillwave, est un sous-genre du hip-hop,, caractérisé notamment par une structure musicale plus lente et plus aérienne que le rap traditionnel.
La définition du mouvement est toutefois assez vague et ambiguë, puisque le cloud rap n'est pas fixé par des règles, mais par une « esthétique » semblable au mouvement artistique vaporwave ou au glitch art en termes d'imagerie. On note également l'utilisation de l'auto-tune, et de mélodies répétitives.

## Histoire
Le terme vient de Lil B qui, lors d'une interview, pointe du doigt un tableau représentant un château dans les nuages en disant « Je veux que ma musique ressemble à ça. »

### États-Unis
Les artistes anglophones représentatifs du cloud rap incluent notamment : ASAP Rocky, Lil B, Cities Aviv, Clams Casino, Eric Dingus, Main Attrakionz (en),, et SpaceGhostPurrp.

### France
Le succès international du groupe PNL en France, ou encore d'Hamza en Belgique, a démocratisé ce genre. D'autres artistes s'inscrivent également dans ce genre : F430, DTF, S-Pion, Ta-Ra, Laylow, Luidji, Kalash, MMZ. Souvent, les morceaux s'accompagnent d'un style plus chanté proche du RnB. Ces artistes se distinguent cependant des artistes du cloud rap mondial par les thèmes abordés ou encore les esthétiques sonores de leurs morceaux. Ainsi la radio Mouv' parle à propos de PNL de street-cloud. En 2016, Télérama explique que « le style PNL se caractérise par des phrases minimalistes et un vocabulaire codé de cité ». En 2016, Olivier Cachin spécialiste du mouvement hip-hop régulièrement interrogé par les journaux télévisés de l'hexagone, déclare que PNL propose un « rap atmosphérique, presque hypnotique ». Pour lui, PNL utilise le vocabulaire de la drogue mais préfère ne pas s'en vanter, au contraire d'artistes des autres sous-branches du mouvement rap.
Depuis 2017, le cloud rap connait une montée en puissance en France avec les sorties des deux premiers albums du groupe PNL. Une scène française sur Soundcloud commence à apparaître avec différents projets tels que ceux de Jorrdee, F430, MMZ, Lean Chihiro et Zed Yun Pavarotti.
Pour l'Abécédaire du son, le morceau Hélium liquide paru en 2002, sur le projet Cadavre exquis de L'Armée des 12, serait la source d'inspiration de nombre des initiatives qui ont été prises en faveur du développement de ce genre musical.

### Europe
En Allemagne et en Autriche, la scène cloud rap fait partie de l'une des plus florissantes d'Europe : Yung Hurn, LGoony (de), Hustensaft Jüngling (en). Elle est illustrée par un reportage de l'émission Tracks d'Arte en 2015 qui parle de « rengaines sirupeuses au rap mâtiné de minimalisme ». Le cloud rap allemand est avant-tout une parodie des clichés du rap américain poussés à l'absurdité.
La Suède voit émerger le représentant le plus célèbre du cloud rap, Yung Lean à partir de 2013. Selon Arte en 2015 : « Le phénomène touche à présent l’Europe entière. Le nuage a débarqué en 2013, importé par les Suédois de Sad Boys ». 

## Caractéristiques
Le spécialiste Olivier Cachin déclare en 2016 que le cloud rap est une musique beaucoup plus éthérée, beaucoup plus hypnotique que le reste du mouvement rap. Arte décrit le cloud rap comme un « non-mouvement » à cause du caractère « chaotique et insaisissable » dont il fait preuve. Le cloud rap serait donc au-delà d'un mouvement avec des règles précises, une esthétique sonore.
D'autre part, comme la vaporwave ou le glitch art, le cloud rap se caractérise par la surreprésentation d'éléments rétro de consommation (particulièrement des années 1980, des années 1990, et du début et milieu des années 2000). Ainsi on peut dresser une liste d'éléments qui reviennent régulièrement dans les sonorités, les textes ou l'imagerie cloud rap : les jeux vidéo (Nintendo 64, Sega), la technologie, les aliens, le téléphone mobile, Internet, le trafic d'informations, le postmodernisme, la météorologie, la sculpture classique, la culture japonaise et parfois russe et arabe, le concept de mondialisation, le trafic de drogue, la codéine, la publicité, les VHS.